# Emanuele Leonardi
Emanuele Leonardi di Villacortese (Gattico, 1902 – Adi Chiltè, 20 febbraio 1936) è stato un militare italiano, insignito della medaglia d'oro al valor militare alla memoria nel corso della guerra d'Etiopia.

## Biografia
Nacque a Gattico, provincia di Novara, nel 1902, all'interno di una nobile famiglia piemontese, figlio di Nicolò e di Caterina De Asorta. 
Arruolatosi nel Regio Esercito, dopo aver frequentato il corso allievi ufficiali presso il Reggimento Piemonte Reale Cavalleria (2º) fu nominato sottotenente di complemento nel luglio 1923 assegnato al Reggimento "Nizza Cavalleria" (1º). Posto in congedo nel novembre successivo, conseguì la laurea in giurisprudenza ed otteneva un incarico onorifico nella sua città natale. Nel 1932, dopo un periodo di richiamo in servizio attivo, fu promosso tenente. Nel 1935, non essendogli stato possibile partire per l'Africa Orientale con i reparti di cavalleria, si fece assegnare, con il grado di capomanipolo, alla 5ª Divisione CC.NN. "1 febbraio" destinato alla 128ª Batteria someggiata da 65/17  della 128ª Legione CC.NN. "Randaccio". Il 13 novembre sbarcava a Massaua, in Eritrea, a guerra d'Etiopia già iniziata, passando successivamente al comando di della banda irregolare indigena di Arresà, incorporata nel Gruppo Bande "Contadini". Cadde in combattimento a Adi Chiltè il 20 febbraio 1936, e fu insignito della medaglia d'oro al valor militare alla memoria.

### Fonti
1. 1 2 3 4 5  Combattenti Liberazione.
2. 1 2 3  Gruppo Medaglie d'Oro al Valor Militare 1965, p. 151.
3. ↑   Medaglia d'oro al valor militare Leonardi, Emanuele, su quirinale.it, Quirinale. URL consultato l'11 luglio 2021.